# Copa del Mundo de Ciclismo de 1997
La Copa del Mundo de Ciclismo en el año 1997 tuvo los siguientes resultados:

## Calendario
| Prueba                          | Fecha         | País         | Vencedor         | Equipo del vencedor     |
| ------------------------------- | ------------- | ------------ | ---------------- | ----------------------- |
| Milán-San Remo                  | 22 de marzo   | Italia       | Erik Zabel       | Deutsch Telekom         |
| Tour de Flandes                 | 6 de abril    | Bélgica      | Rolf Sørensen    | Rabobank                |
| París-Roubaix                   | 13 de abril   | Francia      | Frédéric Guesdon | Française des Jeux      |
| Lieja-Bastoña-Lieja             | 20 de abril   | Bélgica      | Michele Bartoli  | MG Maglificio-Technogym |
| Amstel Gold Race                | 26 de abril   | Países Bajos | Bjarne Riis      | Deutsch Telekom         |
| Clásica de San Sebastián        | 9 de agosto   | España       | Davide Rebellin  | Française des Jeux      |
| Rochester International Classic | 17 de agosto  | Reino Unido  | Andrea Tafi      | Mapei-GB                |
| G. P. de Suiza                  | 24 de agosto  | Suiza        | Davide Rebellin  | Française des Jeux      |
| París-Tours                     | 15 de octubre | Francia      | Andréi Chmil     | Lotto                   |
| Giro de Lombardía               | 21 de octubre | Italia       | Laurent Jalabert | ONCE                    |

## Clasificación
| Pos | Corredor            | País                    | Puntos |
| --- | ------------------- | ----------------------- | ------ |
|     | Michele Bartoli     | MG Maglificio-Technogym | 280    |
| 2   | Rolf Sørensen       | Rabobank                | 275    |
| 3   | Andrea Tafi         | Mapei-GB                | 240    |
| 4   | Davide Rebellin     | Française des Jeux      | 238    |
| 5   | Laurent Jalabert    | ONCE                    | 214    |
| 6   | Andréi Chmil        | Lotto                   | 212    |
| 7   | Maximilian Sciandri | Française des Jeux      | 192    |
| 8   | Beat Zberg          | Mercatone Uno           | 140    |
| 9   | Alberto Elli        | Casino                  | 120    |
| 10  | Gianluca Bortolami  | Festina-Lotus           | 115    |

## Clasificación por equipos
| Pos | Equipo             | País         | Puntos |
| --- | ------------------ | ------------ | ------ |
| 1   | Française des Jeux | Francia      | 82     |
| 2   | Mapei-GB           | Italia       | 57     |
| 3   | TVM                | Países Bajos | 48     |